# Брэстед, Джеймс Генри
Джеймс Генри Брэ́стед (англ. James Henry Breasted; 27 августа 1865 года, Рокфорд, штат Иллинойс — 2 декабря 1935 года, Нью-Йорк) — американский археолог и историк, занимавшийся вопросами египтологии, а также влияния цивилизаций Древнего Ближнего Востока на становление западной и православной цивилизации. Его труды также затрагивали другие важные аспекты истории Древнего Востока (в частности, он предложил термин «Плодородный полумесяц»).
Главный труд «История Египта от древнейших времён до персидского завоевания» (A History of Egypt, 1905).

## Биография
Первоначально работал в родном городе клерком в аптеке и в 1882 году получил диплом фармацевта. Дальнейшее образование получил в Северном центральном колледже (1888) и богословской семинарии Чикаго — где изучил свой первый восточный язык — древнееврейский. Затем окончил Йельский университет (1891), где заинтересовался египтологией, и по предложению Уильяма Рейни Харпера отправился в Германию, где продолжил учёбу у немецкого историка Адольфа Эрмана в Берлинском университете (1892—1894).
В 1894 году получил докторскую степень по египтологии, став первым гражданином США с таковой. С того же года — ассистент и преподаватель кафедры египтологии Чикагского университета, где с 1905 года — профессор египтологии и истории Востока. В 1919 году, выбив финансирование у Рокфеллера-младшего, стал основателем Восточного института Чикагского университета — первого учреждения в Новом Свете, специализирующегося на египтологии, вскоре превратившегося в один из ведущих мировых центров ориенталистики.
В 1928 году президент Американской исторической ассоциации.
Действительный член Академии наук США с 1923 года, член-корреспондент Британской академии (1934) и Берлинской академии наук (13.06.1907).
Умер от вызванной стрептококковой инфекцией пневмонии — в Нью-Йорке на пути из Египта, похоронен в родном городе Рокфорде. На месте захоронения был установлен памятник в форме куба из асуанского гранита, подаренный правительством Египта.

## Наследие
Занимался как кабинетными историческими и лингвистическими изысканиями, так и полевыми археологическими исследованиями. Начиная с 1898 года, участвовал в раскопках в Египте, в 1905—1907 годах он возглавлял научную экспедицию в Египет и Нубию (Судан). На посту директора Восточного института организовал новые экспедиции в Египет (раскопки в Луксоре, в том числе храм Рамсеса III в Мединет-Абу), Палестину (Мегиддо), Турцию, Ирак и Иран (Персеполь).
По предложению Королевских академий Германии и своих коллег, работавших над составлением Берлинского словаря египетского языка, предпринял копирование и систематизацию древнеегипетских надписей в музеях Европы. Сам инициировал создание Чикагского ассирийского словаря. Расшифровал и издал в 1930 году текст папируса Эдвина Смита.
Главное сочинение «История Египта от древнейших времён до персидского завоевания» (A History of Egypt from the Earliest Times Down to the Persian Conquest, 1905) сохраняет свою ценность до сих пор и является одним из основных фундаментальных трудов, охватывающих всю историю Древнего Египта. Его перу принадлежат также такие работы, как пятитомник «Древние тексты Египта: исторические документы с древнейших времен до персидского завоевания» (Ancient Records of Egypt: Historical Documents from the Earliest Times to the Persian Conquest, v. 1-5, 1906—1907), хрестоматия по древней истории «Древние времена» (Ancient Times, 1916), «Завоевание цивилизации» (The Conquest of Civilization, 1926), монументальный труд «Хирургический папирус Эдвина Смита» (Edwin Smith Surgical Papyrus, 1930) и «У истоков сознания» (The Dawn of Conscience, 1933). Его «Битва при Кадеше» (Battle of Kadesh, 1903) до сих пор сохраняет научную ценность как исследование одного из первых задокументированных сражений в истории человечества.

## Список сочинений
- A History of Egypt from the Earliest Times to the Persian Conquest (англ.). — New York: Charles Scribner and Sons, 1905. (2nd ed., 1909).

Русскоязычное издание: Брэстед Дж. Г. История Египта с древнейших времен до персидского завоевания / Пер. с англ. В. М. Викентьева. — Т. I—II. — М.: Книгоиздательство М. и С. Сабашниковых, 1915. —  XVI, 344 + 329 c.
Переиздание: Брэстед Дж. Г. История Египта с древнейших времён до персидского завоевания. — М.: ЗАО «Центрполиграф», 2021. — 607 с. — ISBN 978-5-9524-5578-8.
- A history of the ancient Egyptians, James Breasted. — New York: Charles Scribner’s Sons, 1908; 1911
- Ancient Records of Egypt : Historical Documents from the Earliest Times to the Persian Conquest, collected, edited, and translated, with Commentary (англ.). — Chicago: University of Chicago Press, 1906–1907.
- Development of Religion and Thought in Ancient Egypt: Lectures delivered on the Morse Foundation at Union Theological Seminary (англ.). — New York: Charles Scribner and Sons, 1912.
- Ancient Times — A History of the Early World (англ.). — Boston: The Athenæum Press, 1916.
- Survey of the Ancient World (англ.). — Boston: The Athenæum Press, 1919.
- Oriental Forerunners of Byzantine Painting (англ.). — Chicago: University of Chicago Press, 1924. — (University of Chicago Oriental Institute Publications; vol. 1).
- The Conquest of Civilization (англ.). — New York—London: Harper and Brothers, 1926.
- The Dawn of Conscience (англ.). — New York: Charles Scribner and Sons, 1933.
- Ancient Times — A History of the Early World (англ.). — Second Revised & Largely Rewritten ed. — Boston: The Athenæum Press, 1935.

## Интересные факты

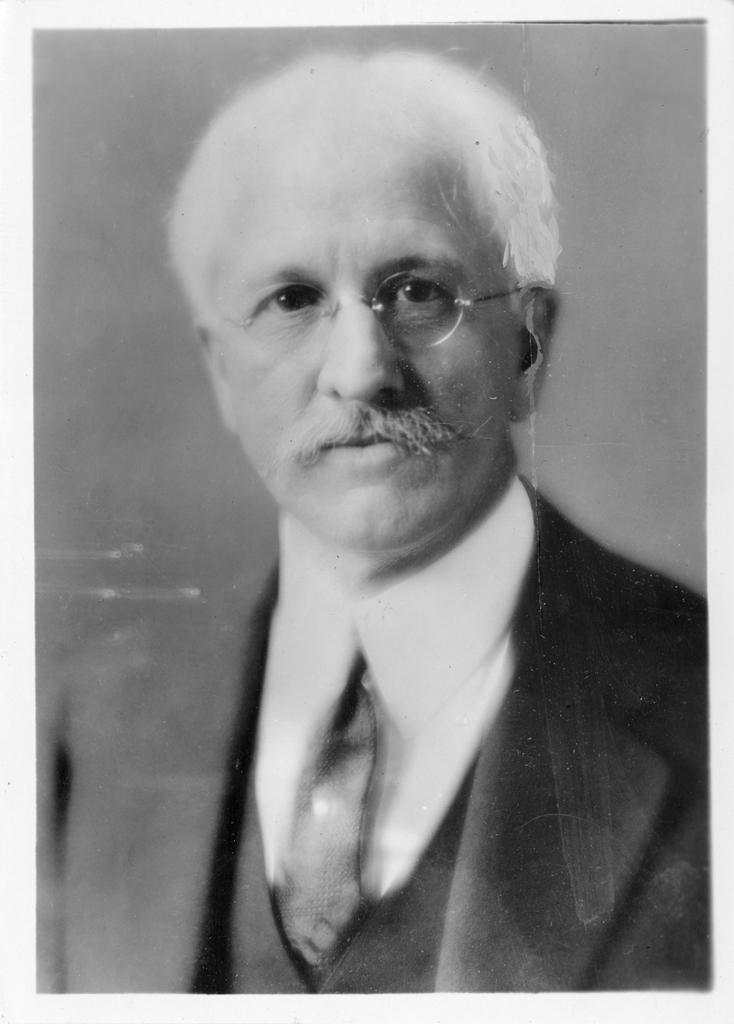
Джеймс Брэстед

- В определенной мере археолога можно считать одним из косвенных создателей легенды о «проклятии фараонов». Именно начиная с публикации письма Брэстеда (22 декабря 1922 года в газете «Нью-Йорк Таймс») о неприятном инциденте в доме Говарда Картера, когда жившую в клетке птицу исследователя съела кобра, в прессе распространилось толкование, что это дурное предзнаменование для участников раскопок. Что примечательно, сам Брэстед умер только 13 лет спустя открытия гробницы в 70-летнем возрасте, что не мешает «жёлтым» изданиям относить его к «жертвам проклятия».
- По мнению литературоведов, Брэстед послужил одним из прототипов профессора-египтолога Фрэнка Баттербо в рассказе Сибери Куинна «Ухмыляющаяся мумия» (1926), написанным под влиянием волны «египтомании».
- Книга Брэстеда «У истоков сознания» («На заре сознания», The Dawn of Conscience, 1933) оказала существенное влияние на произведение Зигмунда Фрейда «Этот человек Моисей».
- Прочёл первые Мессенджеровские лекции в 1924 году.